# A Roda
Grupo "A Roda es un grupo de música tradicional gallega y folk, originario de la ciudad de Vigo, formado en la actualidad por Alfredo Dourado (Voz, bajo y percusión), Juan Barcón (Voz, flautas, gaitas, percusión y acordeón), David Cabaleiro (Voz, guitarras y percusión), Javier Castro (Voz, piano, acordeón y percusión) y Cristian García (Voz, batería y percusión). La fusión de estilos sin olvidar sus orígenes, le convierte en un grupo único en el panorama tradicional gallego. Un público fiel y entregado mantiene a esta histórica formación sobre los escenarios 47 años después de su formación, convirtiéndola en una de las agrupaciones más longevas de la música tradicional gallega.(España).

## Trayectoria
A Roda nació en el barrio obrero de Teis (Vigo) en el año  1976, durante la Transición española, formado por un grupo de amigos que solían cantar en las tabernas. Su primer disco, que incluía clásicos como "Pousa, pousa", "O andar miudiño" y "O gato", fue un éxito de ventas y consiguió en 1978 uno de los Premios de la Crítica de Galicia.
En su segundo LP, Falemos galego, se incluían las conocidas "Foliada do Celta" y "Falemos galego". El tercero, Pra os amigos, siguió la línea de los anteriores. Fue a partir de entonces que cuando comenzaron a tocar por toda Galicia y por centros gallegos en la diáspora, como Argentina, Bélgica, Gran Bretaña, México, Panamá o Venezuela.
Luego de una larga etapa sin grabar, en 1990 presentaron Os mariñeiros, en el que aparece la picaresca y retranquera canción "Os bistéqueles". Dos años más tarde, en 1992, aparece su quinto trabajo, Eu teño un compadre, que significó un punto de inflexión en la formación, entonces renovada y bajo otra dirección. Comienzan a componer temas propios ("A gaivota") y a versionar textos literarios, como "Eu teño un compadre", de Fermín Bouza Brey. En 1993 apareció su primer recopilatorio, A Roda rodando. En 1994 apareció la antología Lembranzas.
En 1996 se editó Na branca noite, como homenaje a la importancia del género de los villancicos en el conjunto del cancionero popular gallego y su literatura gallega en general. En los años posteriores el grupo pública: Onde Galicia é Portugal (1998), R. C. CELTA - A Roda (1999), Aí o ven (1999) y "O Son do Camiño" (2004). En ese afamado disco "R.C. CELTA" es dónde aparece por primera vez el término "Afouteza", gracias a la traducción del himno al gallego (encargo del club) por parte de Alfredo Dourado.  
En el año 2005 A Roda graba su último disco con "Fito", su legendaria voz, ese disco llevaba por nombre "Alalá Ardora". Ahí se pueden ver clásicos del grupo con diferentes arreglos.
El grupo sufriría un duro golpe en el verano del año 2012, dónde fallecen su Mánager y directora "Filo", persona fundamental en la profesionalización del grupo, y días después, el 2 de septiembre de 2012, su líder y voz principal "Fito". A la pérdida de ambos, el grupo se sumerge en un período de reflexión. Son momentos duros para la formación.
El homenaje a "Fito" realizado días después en la ciudad de Vigo, con colas kilométricas para poder acceder al auditorio, con la presencia de lo más granado de la música gallega, fue un orgullo para todos aquellos que crecieron con la música de este mítico grupo. Fueron muchos los que animaron a la formación a no dejarlo e intentar seguir. No era fácil.
Los meses posteriores, fueron de silencio y en un acto de valentía y orgullo, la formación decide continuar como era el deseo de "Fito": "A Roda ten que seguir rodando ainda que eu non estea. Esta Roda non pode parar". Y así fue.
En el año 2014, el grupo saca a la luz posiblemente uno de sus trabajos más completos. "Outra Volta de Roda", un libro-disco lleno de colaboraciones que representa "A nosa homenaxe a Fito, como non podía ser doutro xeito" en palabras del propio grupo. Una obra maestra llena de arreglos y temas (algunos de ellos no habían sido grabados nunca), con colaboraciones de artistas que quisieron estar en ese momento del grupo. A día de hoy sigue siendo uno de los trabajos más demandados por el público consumidor de soporte físico (CD).
En el año 2017, el grupo graba su primer disco en directo en el Festival de Ortigueira. A él seguiría un trabajo en colaboración con la cantante Lucía Pérez grabado en 2021 como manifestación de la igualdad entre las personas bajo el título de "A roda da igualdade".
El último trabajo discográfico de la formación data de febrero de 2024 con una serie de temas que representan una vuelta al pasado con sonidos originales de los comienzos del grupo.
En la actualidad A Roda conserva la esencia que le caracteriza desde sus inicios. Cuenta con 5 músicos profesionales multiinstrumentistas que siguen llevando la música tradicional por bandera con una riqueza armónica que la acerca más a todo tipo de público y la mantiene viva. A la cabeza está el hijo de "Fito" y "Filo" Alfredo Dourado (Voz, bajo y percusión), Juan Barcón (Voz, flautas, gaitas, percusión y acordeón), David Cabaleiro (Voz, guitarras y percusión), Javier Castro (Voz, piano, acordeón y percusión) y Cristian García (Voz, batería y percusión).
De sus miembros fundadores han fallecido Adolfo "Fito" Domínguez, Ricardo Collazo y Raimundo Alberto Abalde Rodríguez "Pituco".

## Discografía

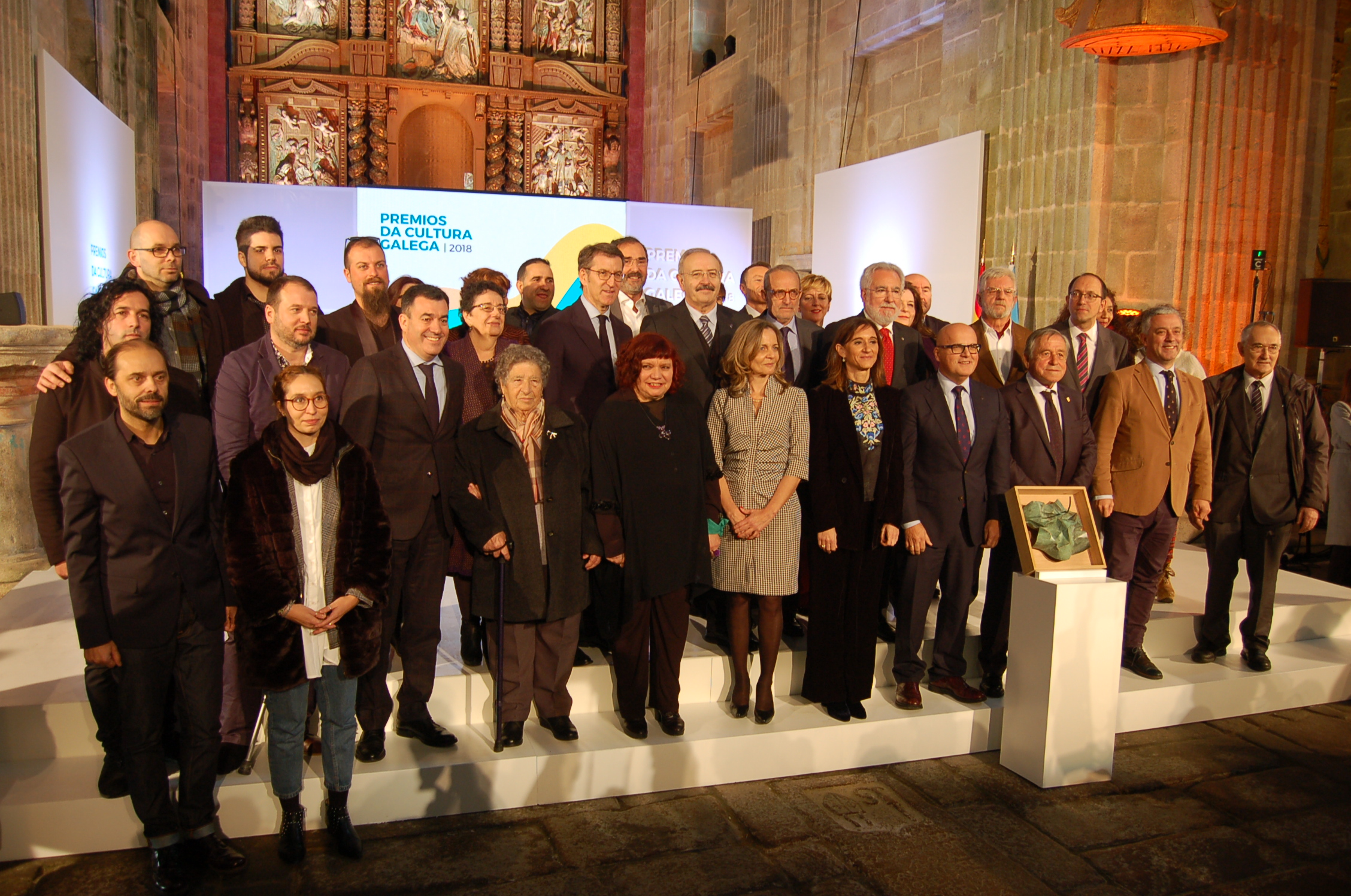
Entrega de los Premios de la Cultura Gallega 2018.

- A Roda (1977).
- Falemos Galego (1979).
- Pra os Amigos (1980).
- Os mariñeiros (1990).
- Eu teño un compadre (1992).
- A Roda Rodando (1993).
- Lembranzas (1994).
- Os Quintos (1995).
- Na Branca Noite (1996).
- Galicia terra única (1997).
- Onde Galicia é Portugal (1998).
- R. C. Celta - A Roda (1999).
- Aí o vén (1999).
- O son do camiño (2004).
- A Roda alalá adora (2005).
- Outra volta de roda (2014).
- A Roda en Directo (2017).
- A Roda da igualdade (2021).

## Premios y reconocimientos
- Premio de la Crítica de Galicia (1978).

- Huaca de Oro (Panamá, 1994).

- Vieira de Plata (Orden de la Vieira), 1995, mejor conjunto de canción popular gallega.

- Premio a la Trayectoria Profesional (Luar).

- Medalla Castelao (2020).[6][7]